# 善导
善導大師（613年—681年），俗家姓朱，安徽泗州人（一說山東臨淄人)，唐朝高僧，為道綽之弟子，善導為淨土宗的首位實際創立者，中國淨土宗推崇其為二祖，日本淨土宗傳承，將他列在曇鸞、道綽之後，為淨土宗第三位祖師。

## 生平
十歲即從密州（今山東諸城）明勝大師出家，一心向佛。初習三論宗，間讀《法華經》、《維摩詰經》諸經，見西方變相圖，深受感動，很早即發願往生西方淨土。
641年，跟隨交城玄中寺道綽大師，學淨土宗，習觀無量壽經，徹底覺悟，喜曰：“此真入佛之津要。修餘行業，迂僻難成；惟此法門，速超生死。”
645年，道綽大師圓寂後，善導師轉赴長安，在大慈恩寺盛弘淨土法門，激發僧俗諸同修念佛，求生西方極樂淨土。善導大師自修，則「每入室，長跪念佛，非力竭不休」；度人則「每逢人，即演說淨土法門」，三十年如一日；言傳與身教並舉，以身作則，勉己勵人，普勸眾生，專修念佛法門，遂成弘傳淨土法門之大師，名貫古今。
681年示寂，此後其弟子於長安神禾原（現址位於西安市長安區）建立靈塔，後於塔旁興建香積寺。以師念佛「口出光明，神異無比」，唐高宗以故賜額為「光明寺」，後人亦稱師為「光明和尚」。

## 創立淨土宗
善導大師於其著作《觀經四帖疏》之玄義分，勸眾發願歸依三寶之偈頌云：「十方恆沙佛。六通照知我。今乘二尊教。廣開淨土門。」大師成為淨土宗開宗、創宗者；而《觀經四帖疏》為開宗判教之典籍，亦為淨土宗最高宗旨。
唐末武宗滅佛後，善導大師所有著作，除《往生禮讚》未佚失外，其餘全部消失，嚴重影響淨土宗法脈傳承。這讓後世淨土弘法者資料欠缺，致使宋元明清，乃至現代所流傳的淨土法門，均為天台、華嚴、禪等諸宗混合之淨土，其義理、修法與善導所傳，有所不同。
清朝末年，印光大師到訪金陵刻經處時，得見失傳已久的善導所有著作（不含阿彌陀經義），皆為楊仁山居士從日本輾轉請回，通過印光大師的刻印、弘揚，才使得善導「五部九卷」重放異彩，已中斷千餘年的淨宗法脈重續前緣。在現代諸位法師的努力之下，善導大師的淨土法門逐漸復興。

## 著作
善導大師之著作，現存的世稱「五部九卷」：《觀經四帖疏》(《觀無量壽經疏》)四卷、《觀念法門》一卷、《法事讚》二卷、《往生禮讚》一卷、《般舟讚》一卷。其中《觀經四帖疏》古今大德皆尊稱為「楷定疏」或「證定疏」，奉為金科玉律，視為神聖寶典；印光大師讚為「淨業行人之指南針」。善導大師著作將釋迦牟尼佛一代教法總結如下：「雖說定散兩門之益；望佛本願，意在眾生，一向專稱，彌陀佛名。」其淨宗宗旨，一言以蔽之，即是「善惡凡夫，得生報土，唯依本願，稱名念佛。」

## 評價
《佛祖統紀》言：宋僧宗曉，列善導大師為淨土宗二祖。
蓮池大師於其《往生集》讚曰：善導和尚，世傳彌陀化身。觀其自行之精緻，利生之廣博，萬代而下，猶能感發人之信心。設非彌陀，必觀音、普賢之儔也...
印光大師於其《文鈔》讚言：“善導和尚係彌陀化身，有大神通，有大智慧。其宏闡淨土，不尚玄妙，唯在真切平實處，教人修持。至於所示專雜二修，其利無窮。專修，謂身業專禮，口業專稱，意業專念。如是，則往生西方，萬不漏一。雜修，謂兼修種種法門，回向往生。以心不純一，故難得益，則百中希得一二，千中希得三四往生者。此金口誠言，千古不易之鐵案也。”
日本淨土宗尊稱善導大師為“高祖”、“宗家”。甚至有奉阿彌陀佛為初祖，善導為二祖，日本僧法然上人為三祖之說法，對其推崇備至。真宗親鸞聖人奉之為第五祖，於《正信念佛偈》中讚曰：“善導獨明佛正意。”
台灣日治時期，在台北市城中樺山町（今台北市中正區）有以「善導」為名之「善導寺」，在今台北市忠孝東路。台北捷運善導寺站即因善導寺而得名。